# 1357
1357 (MCCCLVII) fue un año común comenzado en domingo del calendario juliano, en vigor en aquella fecha.

## Acontecimientos
- Pedro I se corona como rey de Portugal.
- Se inicia la construcción del Puente Carlos, el más viejo de Praga.

## Nacimientos
- 11 de abril: Juan I de Portugal.

## Fallecimientos
- Bartolo de Sassoferrato, jurista.
- 28 de mayo: Alfonso IV de Portugal, rey.